# Gowdagere, Gauribidanur
Gowdagere là một làng thuộc tehsil Gauribidanur, huyện Kolar, bang Karnataka, Ấn Độ.